# Ramabai Dongre Medhavi

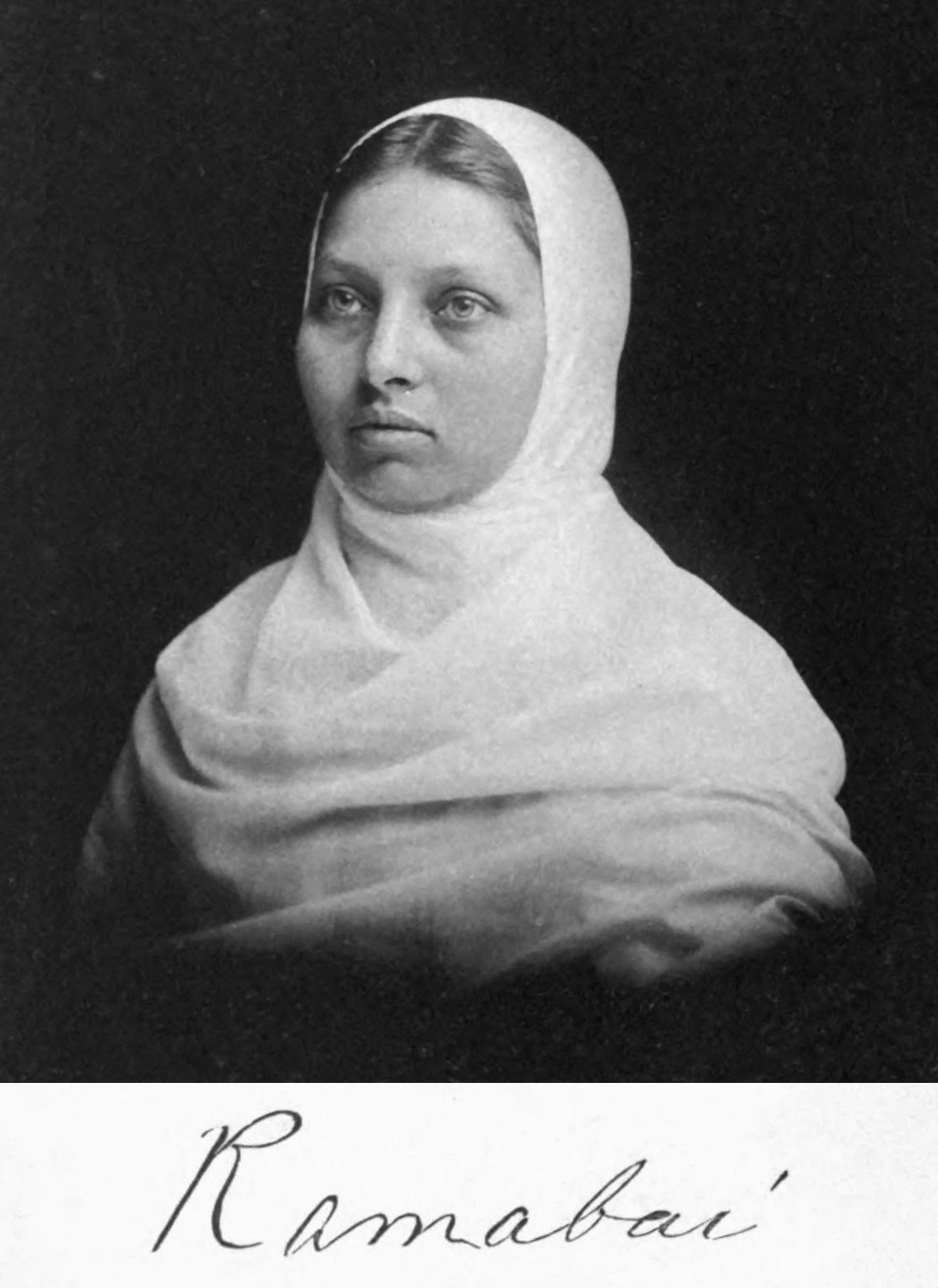
Pandita Ramabai (1888)

Ramabai Dongre Medhavi, genannt Pandita Ramabai (* 23. April 1858; † 5. April 1922) war eine indische Christin, soziale Reformerin und Aktivistin.
Ramabai Dongre Medhavi war Autorin, Wissenschaftlerin und kämpfte für bessere Lebensbedingungen indischer Frauen. Außer den meisten Teilen Indiens besuchte sie auch England (1883) sowie die Vereinigten Staaten (1886–88).

## Leben
Ramabai Dongre Medhavi wurde am 23. April 1858 als Rama Dongre in Karnataka geboren. Ihr Vater war der Sanskritgelehrte Anant Shastri Dongre, ihre Mutter Lakshmibai. Der Vater lehrte die Tochter (gegen die Gepflogenheiten seiner Zeit, die das Erlernen des Sanskrit ausschließlich Männern vorbehielt) die Puranas, sodass sich auch Ramabai später einen Namen als Sanskritgelehrte machte. Der Titel Pandita wurde ihr für die profunden Kenntnisse der religiösen Hindu-Schriften verliehen.
Obwohl aus einer angesehenen Brahmanen-Familie stammend, heiratete sie 1880 den aus der niedrigsten, der Shudra-Kaste stammenden Anwalt Babu Bipin Behari Madhavi, was für Unmut in orthodoxen Hindu-Kreisen sorgte. Als der Ehemann mit dreiundzwanzig Jahren starb, wollte sie nicht die traditionell Witwen höherer Kasten zugedachte Rolle spielen und konvertierte in die anglikanische Kirche, was einen Skandal verursachte, der bis in liberale Gesellschaftsschichten von Kalkutta reichte.
Ramabai erhielt ein Stipendium für ein Medizinstudium in England. Allerdings stellte sie dort eine Schwerhörigkeit fest, wodurch sie Vorlesungen nicht folgen konnte. Während ihres Aufenthalts schrieb sie den feministischen Klassiker The High Caste Hindu Woman, eine Angriffsschrift auf Traditionen wie Kinderheiraten, Vielehe, Witwenverbrennung und den traditionellen Umgang mit Witwenschaft. Das in ihrer Muttersprache Marathi verfasste Buch wurde ins Englische übersetzt und in England und Amerika breit rezipiert. In Indien hingegen nahm man das für ein indisches Publikum geschriebene Werk nicht gut auf. Pandita Ramabai übersetzte außerdem die Bibel in die Marathi-Sprache.
1889 kehrte sie nach Indien zurück und gründete in Pune eine Schule für Kinderwitwen namens Sharada Sadan, die von vielen Hindu-Reformern unterstützt wurde, darunter Mahadev Govind Ranade und seine Frau Ramabai Ranade.
1889 gründete Ramabai die Mukti Mission („mukti“, Marathi = „Befreiung“) in der Nähe von Pune im indischen Bundesstaat Maharashtra als Refugium für junge Witwen, die von ihren Familien zurückgesetzt werden. In der Mukti Mission fanden zeitweise über 3000 junge Witwen Aufnahme.
In den 1890er Jahren bereiste sie die USA und schrieb ein Buch über die amerikanische Bevölkerung und Kultur aus Sicht einer Reisenden, das unter dem Titel Pandita Ramabai’s American Encounter in englischer Übersetzung erschien. Es zieht einen Vergleich zwischen dem Status der Frauen in den USA und Indien und plädiert für eine Vertiefung des indischen Reformkurses. Das Buch übt auch Kritik an der amerikanischen Gesellschaft, insbesondere an der Rassendiskriminierung. In den USA sammelte Ramabai Geld für eine Schule, die sie nach ihrer Rückkehr in Indien gründete.
Die Pandita Ramabai Mukti Mission ist heute noch tätig und stellt für Bedürftige, wie Witwen, Waisen ebenso wie für Blinde Wohnraum, Bildung und berufliche Ausbildung bereit.
Pandita Ramabais Werk wurde von der indischen Regierung mit einer Sonderbriefmarke vom 26. Oktober 1989 gewürdigt. 1994 wurde ein Venuskrater nach ihr benannt: Venuskrater Medhavi.

## Gedenktage
- evangelisch: 5. April im Evangelischen Namenkalender
- anglikanisch: 30. April

## Werke
- The High-Caste Hindu Woman. Jas. B. Rodgers Printing, Philadelphia, 1887.
Neuauflage: Mint Editions, Berkeley, 2021, ISBN 978-1-5132-8512-2.
- The Peoples of the United States. 1889.
Neuauflage: Pandita Ramabai’s American Encounter. Indiana University Press, Bloomington, 2003, ISBN 978-0-253-21571-0.
- The letters and correspondence of Pandita Ramabai. Ausgewählt von Sister Geraldine. Maharashtra State Board for Literature and Culture, Bombay 1977, OCLC 567928061
- Pandita Ramabai through her own words: selected works. Hrsg. von Meera Kosambi. Oxford University Press, Oxford, 2000, ISBN 978-0-19-564754-9.